# Feldheim (Niederschönenfeld)

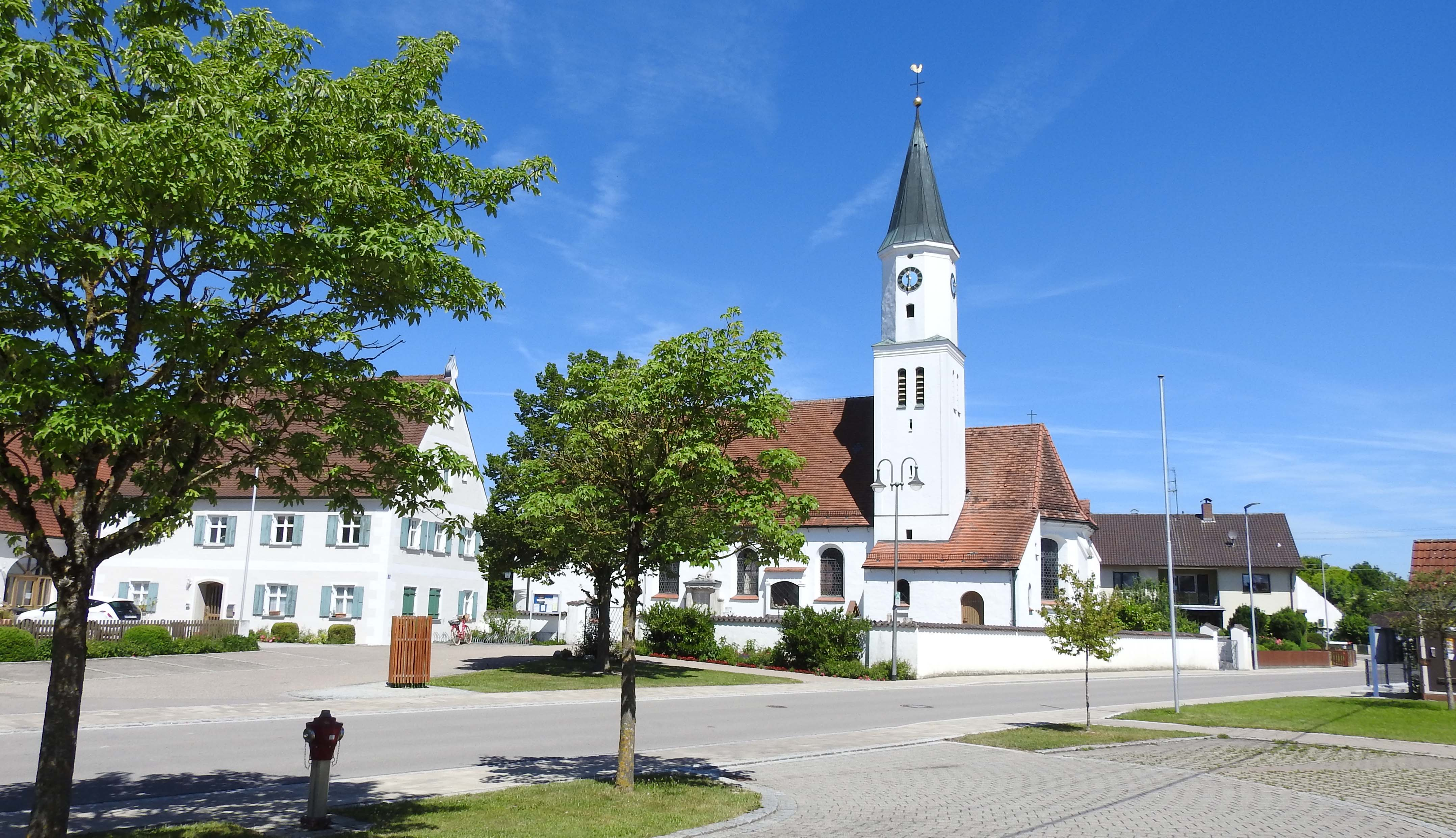
Kirche in Feldheim

Feldheim ist ein Pfarrdorf und Ortsteil der Gemeinde Niederschönenfeld im Landkreis Donau-Ries im Regierungsbezirk Schwaben in Bayern. Zur Gemarkung gehören auch noch der Weiler Wörthen und die Einöde Lechbrücke.

## Geografie
Feldheim liegt südwestlich von Niederschönenfeld im östlichen Lech-Donau-Winkel. Der Lech fließt westlich von Feldheim in nördlicher Richtung vorbei und mündet knapp hinter Niederschönenfeld in die Donau. Wörthen, das aus sieben Schwaighöfen besteht, liegt westlich des Lechs zwei Kilometer nördlich von Genderkingen und ist von Feldheim aus nur über Genderkingen zu erreichen. Allerdings ist es zu Fuß oder mit dem Fahrrad möglich über die Brücke des Laufwasserkraftwerks Feldheim nach Wörthen zu gelangen. Die Lechbrücke liegt südlich von Feldheim am Übergang der B 16 über den Lech.
Verkehrstechnisch liegt Feldheim direkt nördlich der westöstlich verlaufenden Bundesstraße 16 von Donauwörth nach Neuburg an der Donau an der Anschlussstelle Rain-West. Im Osten führt die Staatsstraße St 2047 von Marxheim nach Rain in nordsüdlicher Richtung vorbei, die in diesem Abschnitt zur Romantischen Straße gehört. Verbunden sind die Anschlussstelle der Bundesstraße 16 und die Staatsstraße 2047 durch die Kreisstraße DON 29, die zugleich als Hauptstraße durch Feldheim verläuft.
Die Nachbarorte von Feldheim sind im Nordosten der Hauptort Niederschönenfeld, im Osten der Rainer Ortsteil Neuhof und im Süden die Stadt Rain. Im Westen liegt jenseits des Lechs Genderkingen.

## Geschichte
Die Ursprünge von Feldheim liegen wahrscheinlich mindestens im 9. Jahrhundert, worauf einerseits der Ortsname auf -heim, andererseits die Zugehörigkeit der Urpfarrei Sankt Georg zum Kloster Monheim hindeutet.
Erstmals erwähnt wurde Feldheim 1268 mit Walter von Veltham, einem in der Klosterurkunde verzeichneten Untertanen des Klosters Niederschönenfeld.
Im Mittelalter bis 1342 stand ganz Feldheim im Herrschaftsbereich der Grafschaft von Lechsgemünd-Graisbach, die bei der Gründung ihres Klosters Niederschönenfeld diesem die gesamten Feldheimer Besitzungen als Ausstattungsgut mitgaben. Ursprünglich gab es noch mehrere Grundherren in Feldheim, so das Kloster Monheim mit dem wichtigen Mairhof. In der Folge erwarb das Kloster Niederschönenfeld einen Hof nach dem anderen und war ab 1400 alleiniger Grundherr in Feldheim. Das Kloster beanspruchte nun das Hofmarksrecht und die alleinige niedere Gerichtsbarkeit, die ihm die Wittelsbacher, die die Grafen von Graisbach beerbt hatten, lange nicht zugestanden.
Erst 1552 erhielt das Kloster Niederschönenfeld das Hofmarksrecht in Feldheim unter der Bedingung, die Lechbrücke zu betreuen und zu bewachen. Die Klosterhofmark verblieb bis zur Auflösung des Klosters 1803.
Seit der Gemeindeformation 1818 (Zweites Gemeindeedikt) gehören die unter Wörthen zusammengefassten sieben Schwaighöfe, die links des Lechs auf schwäbischer Seite liegen, zur Gemarkung Feldheim. Der Grund dafür war 1286 eine Schenkung des Grafen Bertold von Graisbach an das Kloster Niederschönenfeld, die die Werd oder Aue genannte Halbinsel zwischen dem Zusammenfluss von Lech und Donau umfasste. Die Bewohner von Wörthen sind allerdings sozial und kirchlich zum nähergelegenen Genderkingen orientiert. Außerdem sind die Höfe auf vielen Karten nicht verzeichnet und von Feldheim selbst nicht direkt zu erreichen, was immer wieder zu Schwierigkeiten bei Rettungsdiensten und Postzustellung führt.
Feldheim war mit seinen Ortsteilen eine selbstständige Gemeinde im Landkreis Neuburg an der Donau und wurde am 1. Juli 1972 im Zuge der Gebietsreform in Bayern dem Landkreis Donau-Ries zugeschlagen, der bis zum 1. Mai 1973 die Bezeichnung Landkreis Nördlingen-Donauwörth trug. Am 1. Mai 1978 wurde Feldheim in die Gemeinde Niederschönenfeld eingemeindet.

## Religion
Die katholische Pfarrei Sankt Georg in Feldheim gehört zur Pfarreiengemeinschaft Rain im Dekanat Donauwörth im Bistum Augsburg. Der Turmunterbau und der Chor der Pfarrkirche stammen von 1500, das obere Turmachteck von 1680. Das Kirchenschiff ist ein Neubau von 1938/39.
Wörthen gehört zur Pfarrei Sankt Peter und Paul in Genderkingen, Lechbrücke zur Pfarrei Sankt Johannes Baptist in Rain.

## Persönlichkeiten
- Nikolaus Stehle (1878–1957), Oblatenpater (OMI), Professor und Volksmissionar, Ehrenbürger
- Leonhard Rößle (1889–1972), Geistlicher Rat, Ortspfarrer von 1927 bis 1971, Ehrenbürger
- Karl Riedl (1890–unbekannt), hochdekorierter Scharfschütze im Ersten Weltkrieg. U.a. wurde ihm die Bayerische Tapferkeitsmedaille in Gold, die höchste Tapferkeitsauszeichnung Bayerns für Nicht-Offiziere, verliehen[2].
- Josef Hafner (1906–1980), 1. Bürgermeister von 1935 bis 1973, Ehrenbürger, Großvater von Prof. Johann Evangelist Hafner
- Gottfried Fellner (* 1945), Stadtpfarrer von St. Peter in Dillingen an der Donau (1986–2012), dort seit 2012 Ehrenbürger; langjähriger Regionaldekan; September 2012 bis August 2021 Wallfahrtskurat in der Wieskirche. Seit 1989 Ehrendomherr von Lublin.[3]
- Florian Luderschmid (* 1976), Regierungspräsident von Oberfranken, ist in Feldheim aufgewachsen.